# Saltos ornamentais nos Jogos Olímpicos de Verão de 2008
As competições de saltos ornamentais nos Jogos Olímpicos de Verão de 2008 foram disputadas entre 10 e 23 de agosto. Os eventos foram realizados no Centro Aquático Nacional de Pequim, na China.

## Calendário
| Agosto             | 6 | 7 | 8 | 9 | 10 | 11 | 12 | 13 | 14 | 15 | 16 | 17 | 18 | 19 | 20 | 21 | 22 | 23 | 24 |
| ------------------ | - | - | - | - | -- | -- | -- | -- | -- | -- | -- | -- | -- | -- | -- | -- | -- | -- | -- |
| Saltos ornamentais |   |   |   |   | 1  | 1  | 1  | 1  |    |    |    | 1  |    | 1  |    | 1  |    | 1  |    |

|  | Dia de competição |  | Dia de final |

## Eventos

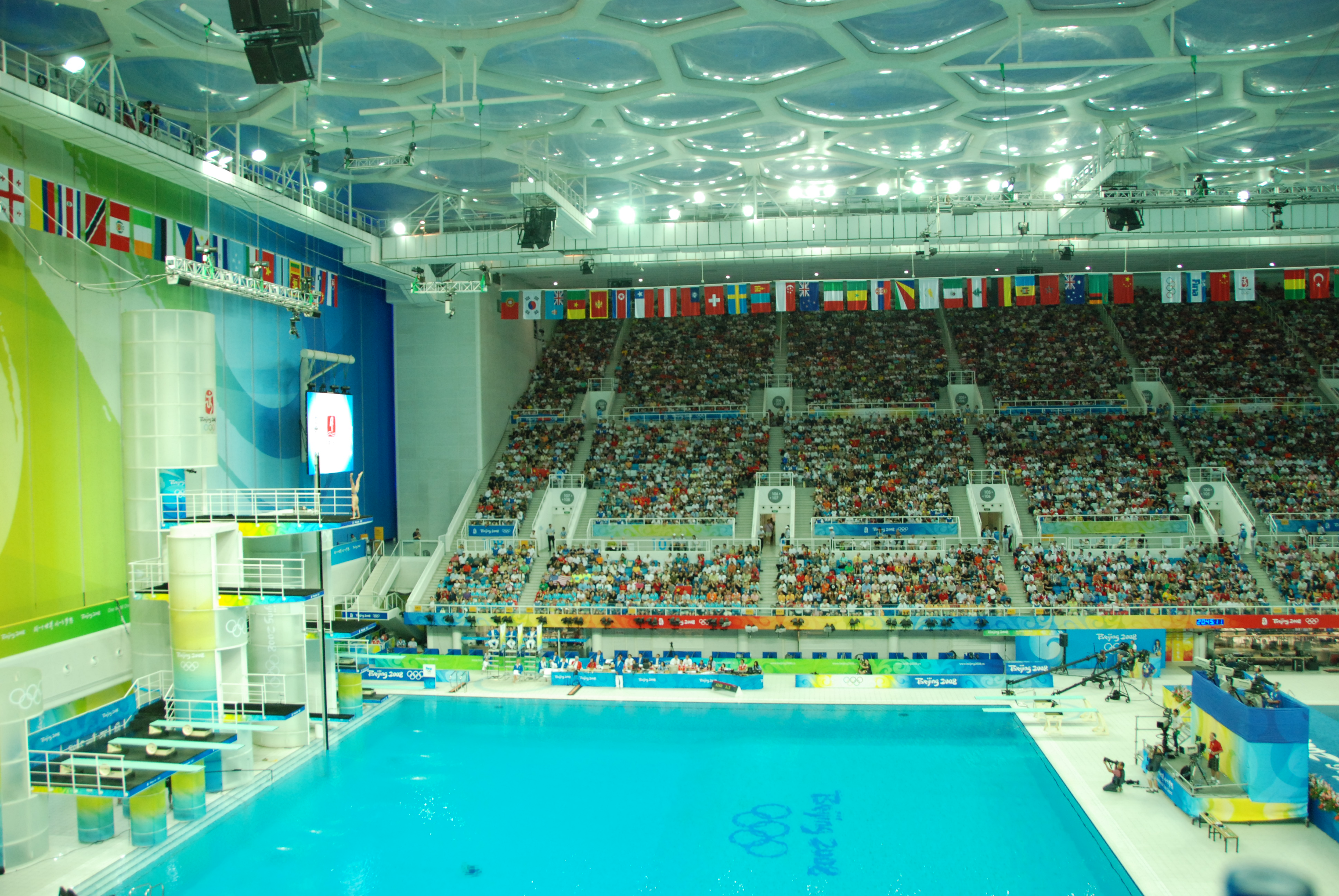
As provas de saltos ornamentais foram realizadas no Cubo d'Água.

Oito conjuntos de medalhas foram concedidas nas seguintes eventos:
Masculino
- Trampolim de 3 m individual
- Trampolim de 3 m sincronizado
- Plataforma de 10 m individual
- Plataforma de 10 m sincronizado

Feminino
- Trampolim de 3 m individual
- Trampolim de 3 m sincronizado
- Plataforma de 10 m individual
- Plataforma de 10 m sincronizado

## Medalhistas
Masculino
| Evento                                | Ouro                          | Prata                                      | Bronze                                     |
| ------------------------------------- | ----------------------------- | ------------------------------------------ | ------------------------------------------ |
| Trampolim 3 m individual detalhes     | He Chong CHN China            | Alexandre Despatie CAN Canadá              | Qin Kai CHN China                          |
| Trampolim 3 m sincronizado detalhes   | Wang Feng Qin Kai CHN China   | Dmitri Sautin Yuriy Kunakov RUS Rússia     | Illya Kvasha Oleksiy Prygorov UKR Ucrânia  |
| Plataforma 10 m individual detalhes   | Matthew Mitcham AUS Austrália | Zhou Luxin CHN China                       | Gleb Galperin RUS Rússia                   |
| Plataforma 10 m sincronizado detalhes | Lin Yue Huo Liang CHN China   | Patrick Hausding Sascha Klein GER Alemanha | Gleb Galperin Dmitriy Dobroskok RUS Rússia |

Feminino
| Evento                                | Ouro                             | Prata                                             | Bronze                                   |
| ------------------------------------- | -------------------------------- | ------------------------------------------------- | ---------------------------------------- |
| Trampolim 3 m individual detalhes     | Guo Jingjing CHN China           | Yuliya Pakhalina RUS Rússia                       | Wu Minxia CHN China                      |
| Trampolim 3 m sincronizado detalhes   | Guo Jingjing Wu Minxia CHN China | Yuliya Pakhalina Anastasia Pozdnyakova RUS Rússia | Ditte Kotzian Heike Fischer GER Alemanha |
| Plataforma 10 m individual detalhes   | Chen Ruolin CHN China            | Emilie Heymans CAN Canadá                         | Wang Xin CHN China                       |
| Plataforma 10 m sincronizado detalhes | Wang Xin Chen Ruolin CHN China   | Briony Cole Melissa Wu AUS Austrália              | Paola Espinosa Tatiana Ortiz MEX México  |

## Quadro de medalhas
| Ordem | País          | Medalha de ouro | Medalha de prata | Medalha de bronze |    | Ordem por total |
| ----- | ------------- | --------------- | ---------------- | ----------------- | -- | --------------- |
| 1     | CHN China     | 7               | 1                | 3                 | 11 | 1               |
| 2     | AUS Austrália | 1               | 1                |                   | 2  | 3               |
| 3     | RUS Rússia    |                 | 3                | 2                 | 5  | 2               |
| 4     | CAN Canadá    |                 | 2                |                   | 2  | 3               |
| 5     | GER Alemanha  |                 | 1                | 1                 | 2  | 3               |
| 6     | MEX México    |                 |                  | 1                 | 1  | 6               |
| 6     | UKR Ucrânia   |                 |                  | 1                 | 1  | 6               |
| TOTAL | TOTAL         | 8               | 8                | 8                 | 24 | —               |